# Rampampam
Rampampam è un singolo della cantautrice rumena Minelli, pubblicato il 18 marzo 2021.
È stata riconosciuta nella categoria di canzone più ascoltata a livello internazionale e candidata come canzone dell'anno agli Artist Awards 2021.

## Promozione
Minelli ha avviato una campagna promozionale per la canzone in diverse nazioni dell'Europa orientale, esibendola in una prima occasione per le emittenti radiofoniche rumene Kiss FM e Pro FM nel mese di maggio 2021, per poi cantarla il mese seguente in Bulgaria per le stazioni radio The Voice e Radio Energy. Tra novembre e dicembre 2021 è andata in Polonia, dove l'ha presentata sia al programma mattutino Dzień dobry, andato in onda su TVN, che all'evento Sylwester z Polsatem, organizzato da Polsat.

## Video musicale
Il video musicale, uscito in concomitanza con il brano, è stato diretto da Kobzzon.

## Tracce
Testi e musiche di Minelli e Viky Red.
Download digitale, streaming
1. Rampampam – 3:20

Download digitale, streaming – Kean Dysso Remix
1. Rampampam (Kean Dysso Remix) – 3:18

Download digitale, streaming – Filatov & Karas Remix
1. Rampampam (con Filatov & Karas) (Filatov & Karas Remix) – 2:32

Download digitale, streaming – Vadim Adamov & Hardphol Remix
1. Rampampam (Vadim Adamov & Hardphol Remix) – 3:37

Download digitale, streaming – Robert Cristian Remix
1. Rampampam (Robert Cristian Remix) – 3:00

Download digitale, streaming – French Version
1. Rampampam (French Version) – 3:18

Download digitale, streaming – Vize x Averro Remix
1. Rampampam (Vize x Averro Remix) – 2:46

Download digitale, streaming – The Remixes
1. Rampampam (BTTN Remix) – 2:55
2. Rampampam (DaWho Remix) – 3:17
3. Rampampam (DJ Dark & Mentol Remix) – 3:24
4. Rampampam (Ferki Remix) – 3:10
5. Rampampam (Get Better Remix) – 4:29
6. Rampampam (Hayasa G x Nazu Remix) – 3:07
7. Rampampam (Nalyro Remix) – 3:10

## Formazione
- Minelli – voce
- Viky Red – produzione

## Classifiche

### Classifiche settimanali
| Classifica (2021-25) | Posizione massima |
| -------------------- | ----------------- |
| Bielorussia          | 53                |
| Bulgaria             | 1                 |
| Croazia              | 3                 |
| Kazakistan           | 20                |
| Lituania             | 1                 |
| Moldavia             | 23                |
| Polonia              | 2                 |
| Repubblica Ceca      | 12                |
| Romania              | 2                 |
| Russia               | 1                 |
| Slovacchia           | 68                |
| Ucraina              | 2                 |
| Ungheria             | 6                 |

### Classifiche di fine anno
| Classifica (2021) | Posizione |
| ----------------- | --------- |
| Bulgaria          | 2         |
| Croazia           | 49        |
| Polonia           | 15        |
| Russia            | 11        |
| Ucraina           | 13        |
| Ungheria          | 35        |
| Classifica (2022) | Posizione |
| Polonia           | 80        |
| Russia            | 83        |
| Ucraina           | 31        |
| Ungheria          | 53        |
| Classifica (2023) | Posizione |
| Bielorussia       | 89        |
| Kazakistan        | 94        |
| Moldavia          | 84        |
| Ucraina           | 31        |
| Classifica (2024) | Posizione |
| Bielorussia       | 182       |
| Moldavia          | 174       |
| Ucraina           | 111       |

### Classifiche di fine decennio
| Classifica (2020-29) | Posizione |
| -------------------- | --------- |
| Bielorussia          | 10        |
| Kazakistan           | 30        |
| Moldavia             | 18        |
| Russia               | 23        |
| Ucraina              | 11        |